# Joseph Sautel
Pour les articles homonymes, voir Sautel (homonymie).
Œuvres principales
Vaison dans l'Antiquité : Histoire, Catalogue et recueil iconographique de documents, 1926 
Vaison-la-romaine. Sites, histoire et monuments, 1955 
Carte archéologique de la Gaule romaine. Département de Vaucluse, 1939 
Carte archéologique de la Gaule romaine. Département de la Drôme, 1957

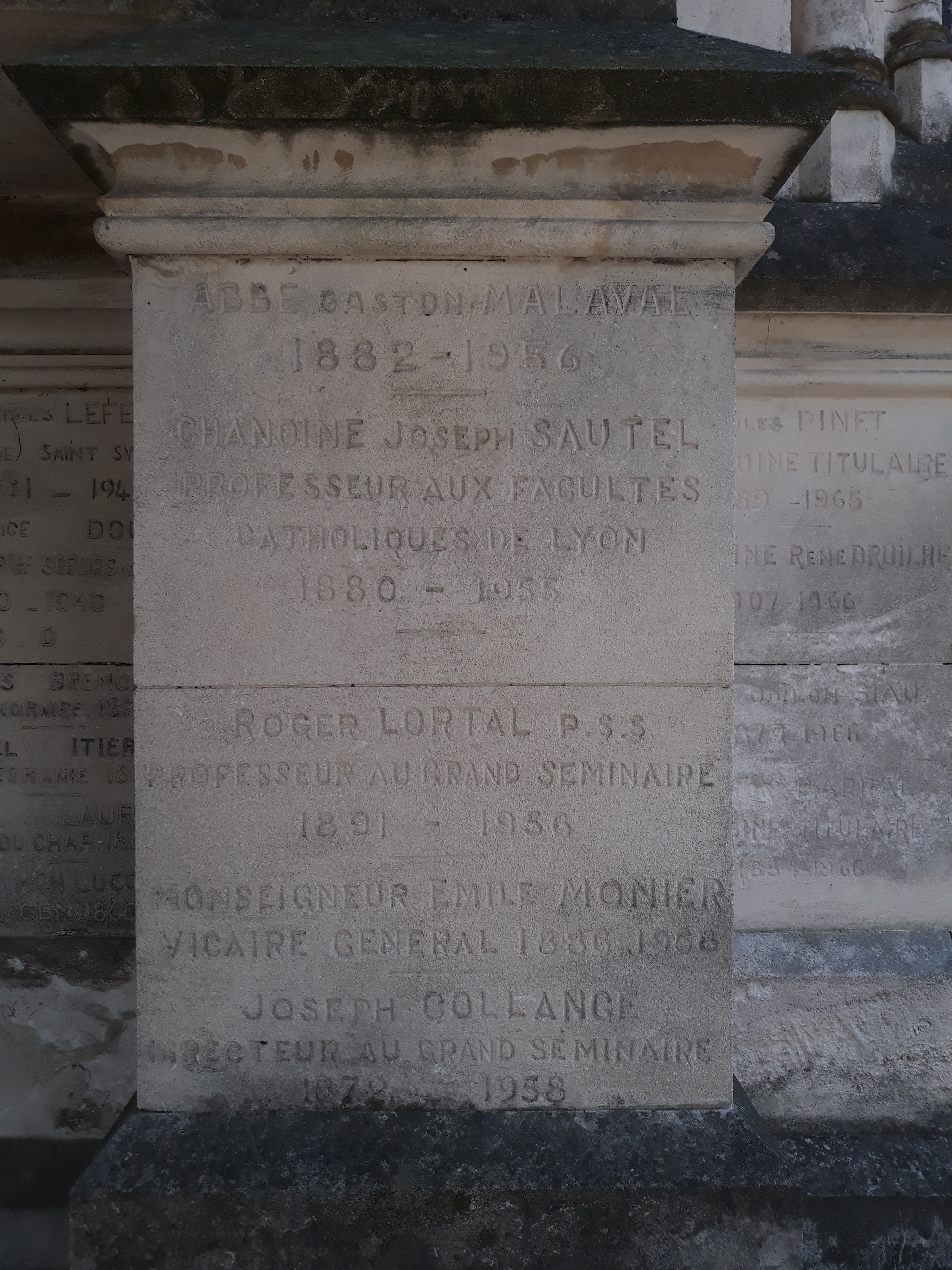
Nom de Joseph Sautel sur le mur de tombeau du prêtres au Cimetière Saint-Véran à Avignon.

Joseph Sautel souvent appelé le Chanoine Sautel (né le 3 avril 1880 à Soleymieux (Loire) - mort le 6 novembre 1955 à Avignon) est un prêtre catholique et archéologue français. Il fut le principal artisan de la redécouverte et des fouilles du site de Vaison-la-Romaine.

## Biographie

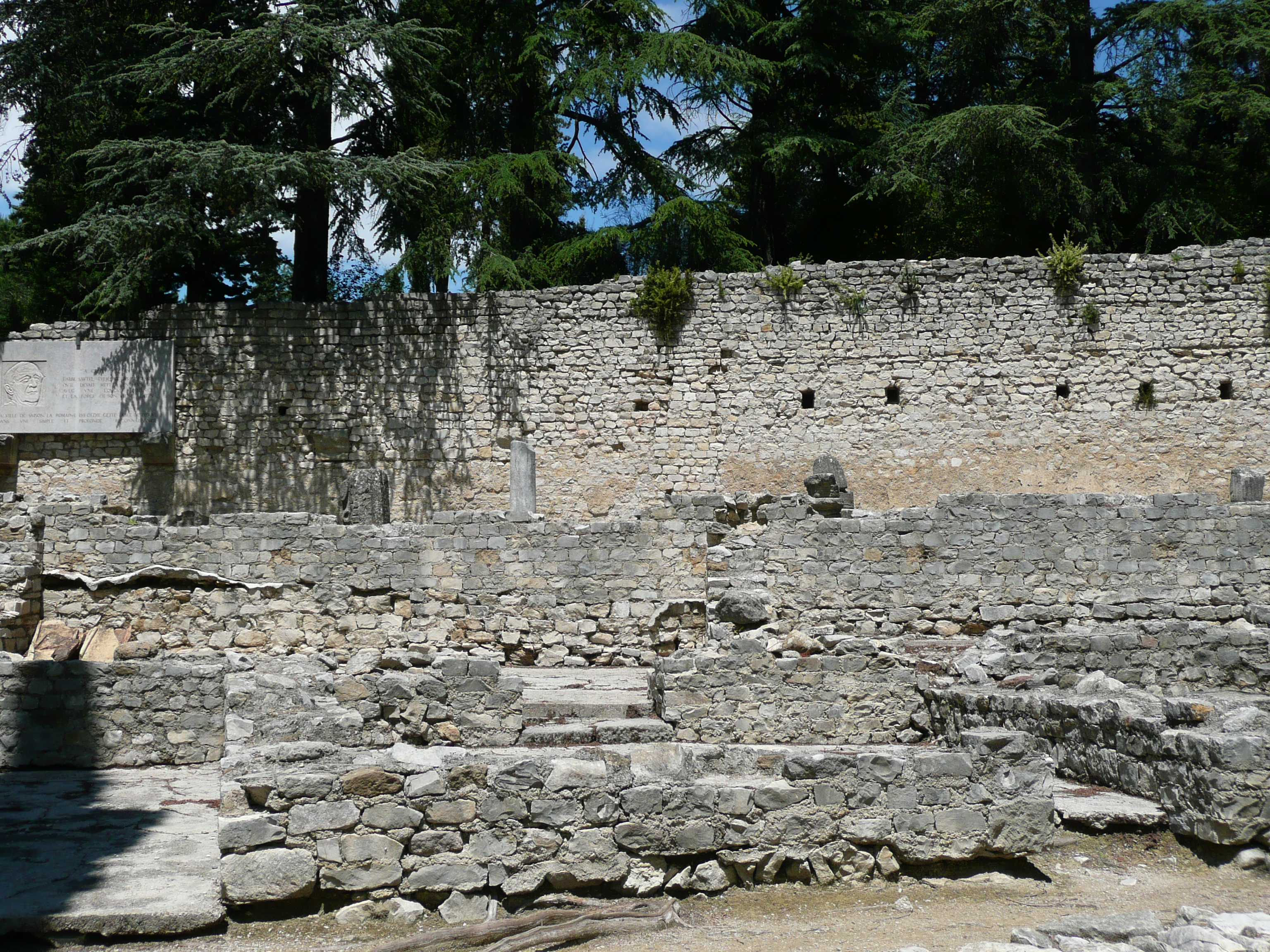
Plaque à la mémoire de Joseph Sautel.

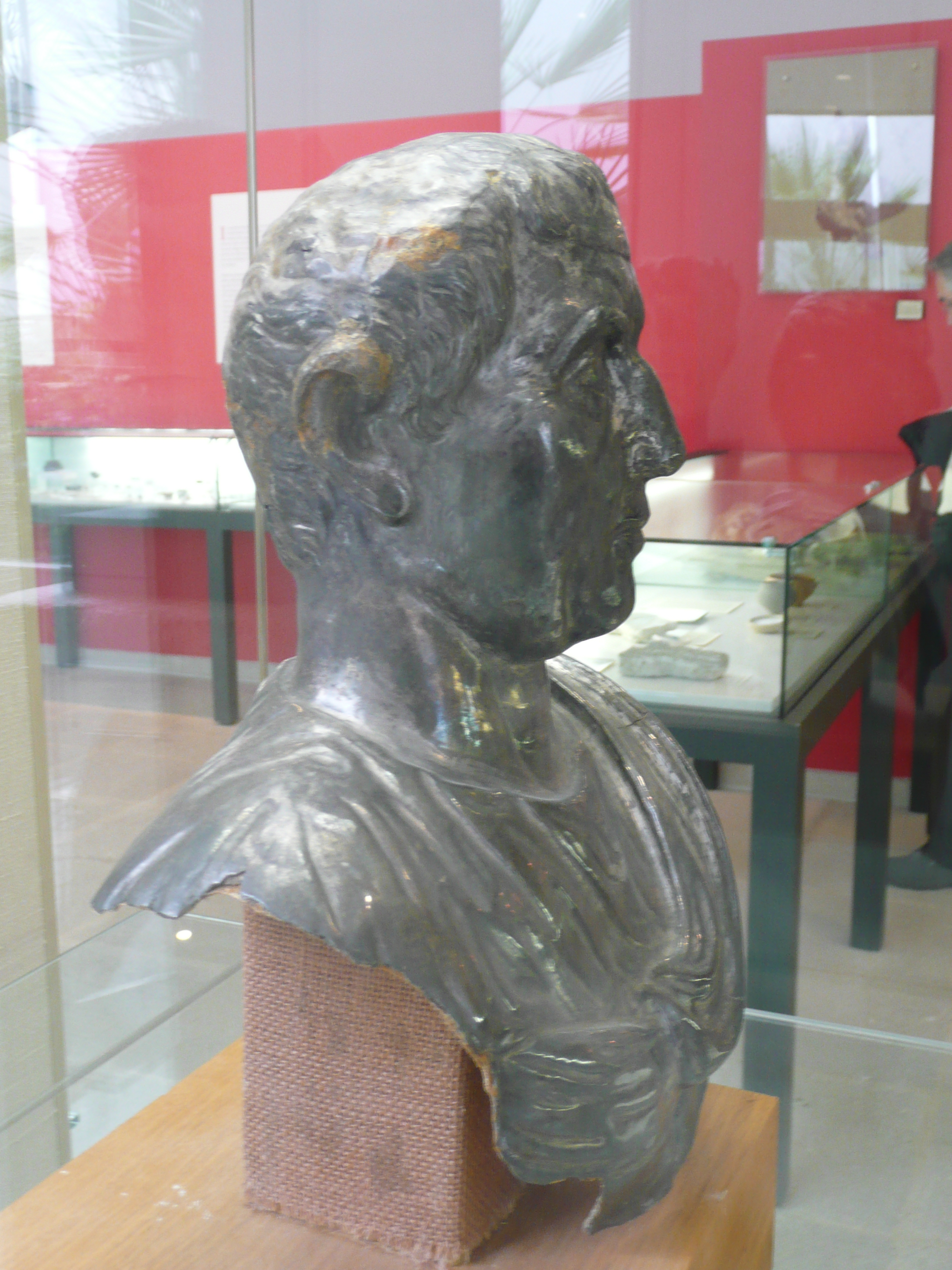
Buste d'argent trouvé en 1924 dans le quartier de la Villasse par les fouilles de J. Sautel.

Joseph Sautel fut ordonné prêtre en 1902. Jeune prêtre, il est nommé professeur d'histoire et de géographie à Avignon en 1906. S'étant fixé à Tulette, il se consacre à l'histoire et l'archéologie d'une région qu'il ne quittera plus. Sous la direction de Michel Clerc et sous l'impulsion aussi de Camille Jullian, Joseph Sautel entame sa thèse de doctorat et commence à fouiller, à ses propres frais, à Vaison à partir de 1907 dégageant les restes d'une cité romaine dans une ville qui n'avait que très peu de ruines apparentes. L'ampleur des découvertes lui permet de bénéficier à partir de 1913 de subventions publiques tandis que la mairie de Vaison achète des terrains et organise la protection des vestiges. Un musée est créé et Sautel en est nommé conservateur en 1921, le musée est construit à partir de 1923 grâce à un legs testamentaire. Il s'agit d'un des premiers musées de site même s'il reste alors modeste.
Les fouilles prennent plus d'ampleur durant les années 1920 grâce au mécénat d'un industriel : Maurice Burrus, Alsacien féru d'antiquité qui était l'homonyme d'un important personnage de la cité antique de Vasio, Sextus Afranius Burrus. La thèse de doctorat de Sautel sur Vaison dans l'antiquité fut présentée en 1927. Les événements de 1940 mirent fin à cette période de fouilles intenses. L'essentiel des dégagements archéologiques à Vaison sont le résultat de ses travaux, soit environ 15 hectares de sites archéologiques. Après la guerre ses fouilles se portent dans le quartier de la Villasse sur la Maison au Dauphin, puis dans la cathédrale. Les fouilles de Sautel donnèrent lieu à de très nombreuses publications, ouvrages, rapports, articles.
À partir de 1926 Joseph Sautel enseigna l'archéologie et l'histoire ancienne aux facultés catholiques de Lyon,. Il fut membre de l'Académie de Vaucluse. Il fut nommé correspondant français de l'Académie des inscriptions et belles-lettres en 1940, et directeur de la treizième circonscription archéologique (Drôme, Ardèche, Vaucluse) en 1947.
La fin de sa vie fut aussi consacrée à la préparation de la publication des fragments de cadastres romains découverts à Orange, en particulier à partir de 1949. La publication fut finalement achevée par André Piganiol.

## Œuvres
- Vaison dans l'Antiquité, thèse pour le doctorat ès lettres : Histoire, Catalogue et recueil iconographique de documents, 3 vol. Lyon, 1926.
- Vaison-la-romaine. Sites, histoire et monuments, Lyon, 1955.
- Carte archéologique de la Gaule romaine. Forma Orbis Romani. Département de Vaucluse, Paris, 1939.
- Carte archéologique de la Gaule romaine. Forma Orbis Romani. Département de la Drôme, Paris, 1957.